# Critérium cycliste international de Quillan

Tracé actuel du circuit

Le Critérium Cycliste International de Quillan est une épreuve cycliste inscrite au calendrier des courses d'après Tour de France de la Fédération française de cyclisme (FFC) en tant que critérium professionnel hors catégorie. Le critérium, doyen des critériums français, se court traditionnellement le 15 août, la première édition ayant eu lieu en 1938. L'épreuve fut interrompue de 1940 à 1945, pendant la Seconde Guerre mondiale.
L'épreuve est organisée par l'Association Sportive Quillanaise (ASQ). Le plateau de coureurs cycliste est composé, sur invitation, d'Elite 1 (professionnels) et des catégories GS1, GS2, Elite 2 et Nat. Les commentaires sont effectués par Jean-Louis Gauthier depuis plus de 25 ans, speaker officiel de la FFC.

## Circuit

Tracé du circuit jusqu'en 1970

La course se déroule en une épreuve unique sur un circuit dans les rues de Quillan, dans l'Aude. Le circuit utilisé depuis 1971 mesure 1 125 mètres, il doit être bouclé 75 fois, soit une distance totale de 84,375 km. L'itinéraire emprunte le Boulevard Jean Bourrel, le Pont Suzanne, le Quai du Pouzadou, le Pont vieux, la Grand'rue, le Boulevard Jean Jaurès pour revenir sur le Boulevard Jean Bourrel où se situe la ligne de Départ/Arrivée.
Avant 1971, l'itinéraire, plus long que l'actuel, empruntait le Boulevard Charles de Gaulle sur la D117 où se situait la ligne d'arrivée, la Grand'rue et l'Avenue du Docteur Jules Baux,.

## Palmarès
| Édition                                                                | Année | Vainqueur                | Deuxième                  | Troisième             |
| 80e                                                                    | 2025  | Lenny Martinez           | Jordan Jegat              | Yukiya Arashiro       |
| 79e                                                                    | 2024  | Benjamin Thomas          | Victor Koretzky           | Alexis Vuillermoz     |
| 78e                                                                    | 2023  | Peter Sagan              | Alex Kirsch               | Ben O'Connor          |
| 77e                                                                    | 2022  | Rémi Cavagna             | Yukiya Arashiro           | Simon Carr            |
| Épreuve annulée en 2020 et 2021 en raison de la pandémie de Covid-19,  |       |                          |                           |                       |
| 76e                                                                    | 2019  | Romain Bardet            | Nicolas Roche             | Rudy Molard           |
| 75e                                                                    | 2018  | Anthony Roux             | Lilian Calmejane          | Anthony Perez         |
| 74e                                                                    | 2017  | Nacer Bouhanni           | Lilian Calmejane          | Sylvain Chavanel      |
| 73e                                                                    | 2016  | Alexis Vuillermoz        | Yukiya Arashiro           | Jérôme Cousin         |
| 72e                                                                    | 2015  | Joaquim Rodríguez        | Alexandre Geniez          | Nacer Bouhanni        |
| 71e                                                                    | 2014  | Sylvain Chavanel         | Jérémy Roy                | Armindo Fonseca       |
| 70e                                                                    | 2013  | Pierre Rolland           | Romain Bardet             | Victor Koretzky       |
| 69e                                                                    | 2012  | Thomas Voeckler          | Nacer Bouhanni            | Stéphane Poulhiès     |
| 68e                                                                    | 2011  | Thomas Voeckler          | Stéphane Poulhiès         | Pierre Rolland        |
| 67e                                                                    | 2010  | Yukiya Arashiro          | Thomas Voeckler           | Cédric Coutouly       |
| 66e                                                                    | 2009  | Christophe Le Mével      | Stéphane Goubert          | Pierrick Fédrigo      |
| 65e                                                                    | 2008  | Carlos Sastre            | Sylvain Chavanel          | Stéphane Goubert      |
| 64e                                                                    | 2007  | Sandy Casar              | Stéphane Goubert          | Sylvain Chavanel      |
| 63e                                                                    | 2006  | Pierrick Fédrigo         | George Hincapie           | Nicolas Portal        |
| 62e                                                                    | 2005  | George Hincapie          | Thor Hushovd              | Pierrick Fédrigo      |
| 61e                                                                    | 2004  | Thomas Voeckler          | Nicolas Jalabert          | Stéphane Goubert      |
| 60e                                                                    | 2003  | Jean-Patrick Nazon       | Carlos Sastre             | Alexandre Vinokourov  |
| 59e                                                                    | 2002  | Stéphane Goubert         | Nicolas Vogondy           | Stéphane Barthe       |
| 58e                                                                    | 2001  | Didier Rous              | Florent Brard             | Stéphane Goubert      |
| 57e                                                                    | 2000  | Christophe Agnolutto     | Christophe Capelle        | Viatcheslav Ekimov    |
| 56e                                                                    | 1999  | Richard Virenque         | Thierry Bourguignon       | François Simon        |
| 55e                                                                    | 1998  | Laurent Roux             | Christophe Rinero         | Richard Virenque      |
| 54e                                                                    | 1997  | Richard Virenque         | Laurent Jalabert          | Stéphane Barthe       |
| 53e                                                                    | 1996  | Frédéric Moncassin       | Richard Virenque          | Laurent Roux          |
| 52e                                                                    | 1995  | Djamolidine Abdoujaparov | François Simon            | Laurent Dufaux        |
| 51e                                                                    | 1994  | Claudio Chiappucci       | Richard Virenque          | Non attribué          |
| 50e                                                                    | 1993  | Tony Rominger            | Richard Virenque          | Claudio Chiappucci    |
| 49e                                                                    | 1992  | Luc Leblanc              | Pello Ruiz Cabestany      | Philippe Casado       |
| 48e                                                                    | 1991  | Philippe Casado          | Philippe Louviot          | Javier Carbayeda      |
| 47e                                                                    | 1990  | Claudio Chiappucci       | Laurent Jalabert          | Thierry Claveyrolat   |
| 46e                                                                    | 1989  | Pedro Delgado            | Philippe Casado           | Gilles Sanders        |
| 45e                                                                    | 1988  | Johnny Weltz             | Philippe Casado           | Martial Gayant        |
| 44e                                                                    | 1987  | Charly Mottet            | Dominique Sanders         | Jean-François Bernard |
| 43e                                                                    | 1986  | Rudy Dhaenens            | Éric Caritoux             | Julián Gorospe        |
| 42e                                                                    | 1985  | Robert Forest            | Sean Kelly                | Francis Castaing      |
| 41e                                                                    | 1984  | Francis Castaing         | Pascal Jules              | Patrick Bonnet        |
| 40e                                                                    | 1983  | Pascal Jules             | Stephen Roche             | Non attribué          |
| 39e                                                                    | 1982  | Jean-René Bernaudeau     | Pierre-Raymond Villemiane | Francis Castaing      |
| 38e                                                                    | 1981  | Patrick Bonnet           | Gilbert Duclos-Lassalle   | Serge Beucherie       |
| 37e                                                                    | 1980  | Robert Alban             | Guy Sibille               | Pol Verschuere        |
| 36e                                                                    | 1979  | Dietrich Thurau          | Lucien Van Impe           | Hubert Arbès          |
| 35e                                                                    | 1978  | Jacques Esclassan        | Dominique Sanders         | Bernard Becaas        |
| 34e                                                                    | 1977  | Luis Ocaña               | Guy Sibille               | Bernard Thévenet      |
| 33e                                                                    | 1976  | Jean-Pierre Danguillaume | Lucien Van Impe           | Joop Zoetemelk        |
| 32e                                                                    | 1975  | Jacques Esclassan        | Alain Santy               | Joop Zoetemelk        |
| 31e                                                                    | 1974  | Luis Ocaña               | Vicente López Carril      | Pierre Martelozzo     |
| 30e                                                                    | 1973  | Joop Zoetemelk           | Pedro Torres              | Pierre Martelozzo     |
| 29e                                                                    | 1972  | Raymond Riotte           | Yves Hézard               | Pierre Martelozzo     |
| 28e                                                                    | 1971  | Luis Ocaña               | Gerben Karstens           | Joop Zoetemelk        |
| 27e                                                                    | 1970  | Franco Bitossi           | Walter Godefroot          | Christian Raymond     |
| 26e                                                                    | 1969  | Jan Janssen              | Pierre Fages              | Luis Ocaña            |
| 25e                                                                    | 1968  | Charly Grosskost         | Francis Campaner          | Franco Bitossi        |
| 24e                                                                    | 1967  | Lucien Aimar             | Bernard Guyot             | Désiré Letort         |
| 23e                                                                    | 1966  | Raymond Poulidor         | Lucien Aimar              | Diego Ronchini        |
| 22e                                                                    | 1965  | Jo de Roo                | Jean Stablinski           | Michael Wright        |
| 21e                                                                    | 1964  | Jan Janssen              | Joseph Groussard          | Eddy Pauwels          |
| 20e                                                                    | 1963  | Jacques Anquetil         | Joseph Groussard          | Jean Milesi           |
| 19e                                                                    | 1962  | Joseph Groussard         | Rolf Wolfshohl            | Gilbert Desmet        |
| 18e                                                                    | 1961  | Pierre Beuffeuil         | Jean Gainche              | Jacques Sabathier     |
| 17e                                                                    | 1960  | André Darrigade          | Joseph Groussard          | Gilbert Salvador      |
| 16e                                                                    | 1959  | Jean Stablinski          | Édouard Delberghe         | Louison Bobet         |
| 15e                                                                    | 1958  | André Dupré              | José Saura                | Dante Soler           |
| 14e                                                                    | 1957  | Raphaël Géminiani        | Fernand Picot             | Pasquale Fornara      |
| 13e                                                                    | 1956  | Miguel Poblet            | Pierre Barbotin           | Antonin Rolland       |
| 12e                                                                    | 1955  | Pierre Barrière          | Jacques Rabot             | Philippe Agut         |
| 11e                                                                    | 1954  | Dominique Forlini        | Lucien Teisseire          | André Mahé            |
| 10e                                                                    | 1953  | Philippe Agut            | Georges Meunier           | Roger Walkowiak       |
| 9e                                                                     | 1952  | Gérard Linares           | Jacques Rabot             | Jacques Pineau        |
| 8e                                                                     | 1951  | Jacques Dupont           | Jules Pineau              | Lucien Lauk           |
| 7e                                                                     | 1950  | Jean Valentin            | Henri Massal              | Jacques Pineau        |
| 6e                                                                     | 1949  | Apo Lazaridès            | Bruno Garonzi             | Daniel Orts           |
| 5e                                                                     | 1948  | André Brulé              | Louison Bobet             | Marcel Danguillaume   |
| 4e                                                                     | 1947  | Victor Pernac            | Louis Gauthier            | Paul Maye             |
| 3e                                                                     | 1946  | Jean Valentin            | Albert van Schendel       | Louis Gauthier        |
| Épreuve annulée de 1940 à 1945 en raison de la Seconde Guerre mondiale |       |                          |                           |                       |
| 2e                                                                     | 1939  | Elia Frosio              | Antonio Bertola           | Edmond Pagès          |
| 1re                                                                    | 1938  | Antonio Bertola          | E. Clément                | Antonio Prior         |